# Maria (Siquijor)
Maria è una municipalità di quinta classe delle Filippine, situata nella Provincia di Siquijor, nella regione di Visayas Centrale.
Maria è formata da 22 baranggay:
- Bogo
- Bonga
- Cabal-asan
- Calunasan
- Candaping A
- Candaping B
- Cantaroc A
- Cantaroc B
- Cantugbas
- Lico-an
- Lilo-an

- Logucan
- Looc
- Minalulan
- Nabutay
- Olang
- Pisong A
- Pisong B
- Poblacion Norte
- Poblacion Sur
- Saguing
- Sawang